# Opius obuduensis
Opius obuduensis är en stekelart som beskrevs av Fischer 1983. Opius obuduensis ingår i släktet Opius och familjen bracksteklar. Inga underarter finns listade i Catalogue of Life.